# 扬一世·阿尔布雷赫特
扬一世·阿尔布雷赫特（Jan I Olbracht，1459年12月27日—1501年6月17日）是波兰国王（1492年－1501年在位）和格沃古夫公爵（1491年－1498年在位）。他繼承前任，持續著對土耳其的戰爭，卻在1497年戰敗收場。他的中间名阿尔布雷赫特源自他的外祖父，神圣罗马帝国皇帝兼奥地利大公阿尔布雷希特二世（Albert II）

## 早年

### 幼年教育与政治生涯起步
扬·阿尔布雷赫特是波兰国王卡齐米日四世和阿尔布雷希特二世的女儿奥地利的伊丽莎白的第三个儿子。1467年起，他和其他王子一起接受著名学者扬·德乌戈什的教导，与此同时，他还结交了来自意大利的人文主义学者菲利波·博纳科西，并在他那里学习。在这段时间里，他学会了拉丁语，并接触了中世纪与文艺复兴时期的思想。
1474年，扬完成了学业，并开始与卡齐米日四世一起积极地参与政治活动。在1486年至1490年期间，他担任鲁塞尼亚的皇家总督，并在1487年的科皮斯季林战役中大败鞑靼人。

### 匈牙利国王之争
1490年6月7日，在匈牙利国王马加什一世去世后，因为马加什一世仅有一私生子亚诺什，不能继承王位，一部分匈牙利贵族便在拉科斯会议中选举扬·阿尔布雷赫特为匈牙利国王，另一部分权贵则选举了他的哥哥波希米亚国王乌拉斯洛二世，这导致了兄弟之间的内战。卡齐米日四世和部分匈牙利贵族都更希望聪明有能力的扬，而非受权贵支持的软弱的乌拉斯洛即位。1491年2月，双方在科希策爆发了冲突，扬的军队战败。之后两兄弟定下和约，扬将放弃匈牙利的王位，并从乌拉斯洛那里获得西里西亚的格沃戈夫公国、奥列希尼察和奥帕瓦公国作为补偿。
1491年，扬·阿尔布雷赫特听闻乌拉斯洛生病，便打破和约，再次开战。最终，他在1492年1月的普雷绍夫战役中再度被击败，并被乌拉斯洛俘虏。乌拉斯洛热情地接待了他，最后把他送回了波兰。格沃戈夫公国依然按约给予波兰王国，并于1498年交给了他们的弟弟齐格蒙特。

## 在波兰的统治

### 争夺波兰国王
虽说未能争得匈牙利王位，但扬·阿尔布雷赫特依然有机会当国王。1492年6月7日，他的父亲卡齐米日四世去世，他的弟弟亚历山大被指定为立陶宛大公的继承人，而扬成为波兰国王的候选人。扬的哥哥乌拉斯洛、弟弟齐格蒙特以及马佐维亚公爵亚努什二世也试图争夺王位。一些贵族原想支持亚历山大，但他和他的母亲、弟弟一起支持扬。最终，在同年8月27日，扬在彼得库夫的贵族会议中几乎被一致推选为波兰国王。9月23日，扬一世的加冕典礼在克拉科夫举行，他由波兰大主教兼格涅兹诺大主教兹比格涅夫·奥莱希尼基加冕。从此，波兰与立陶宛的联合统治中断，直到扬一世去世之后，波兰国王由时任立陶宛大公的亚历山大继承才恢复。

### 内政

#### 确立波兰议会制
雅盖隆王朝时期，由国王任命的皇家委员会在国家事务上发挥着越来越重要的作用。自15世纪中叶开始，全国性的贵族代表大会和地区议会（塞米克议会）就获得了很大一部分权力。最终，在扬·阿尔布雷赫特统治期间，皇家委员会转变为参议院，由塞米克议会代表组成的全国贵族代表大会转变为众议院 。从十五世纪开始，波兰就确立了议会君主制。波兰两院制议会的第一届会议被认为是1493年1月18日在彼得库夫举行的瑟姆议会。贵族（尤其是权贵和富人）成为了统治阶级，将土地、特权和官职掌握在他们手中。

#### 承认贵族的法律特权和政治特权
扬一世·阿尔布雷赫特登基后承认了过去贵族的所有特权，以换取高额的税收。1496年，扬一世颁布了彼得库夫法令，以免除了贵族部分税收，规定高级教会职位仅限贵族担任；禁止市民获得土地、担任国家职务；禁止没有贵族身份的神职人员担任高职；限制农民流动；取消对水路沿线内部贸易的所有关税等等措施换取贵族支持国王对摩尔达维亚发动战争。

#### 领土扩张
1494年7月29日，扬一世·阿尔布雷赫特以80000匈牙利兹罗提从与其同名的公爵手上购得位于克拉科夫和奥斯威辛之间的扎托尔公国，将其纳入王室领土。
1495年，马佐维亚公爵亚努什二世去世后，普沃克公国并入波兰。

### 外交

#### 外交状况
波兰在扬一世·阿尔布雷赫特统治时期的外交局势相当不妙，他们与神圣罗马帝国与莫斯科大公国相互敌视，和南边的奥斯曼帝国还处于战争。1492年神圣罗马帝国皇帝马克西米利安一世与莫斯科大公伊凡三世结盟，一起对付扬一世和他的哥哥波希米亚与匈牙利之主乌拉斯洛二世。

#### 波兰-土耳其战争与摩尔达维亚远征
与奥斯曼帝国的战争是扬一世统治时期的主要外交问题。国王曾计划对摩尔达维亚进行一次大规模的军事远征，以从土耳其人手中夺回重要的黑海港口基利亚和比亚沃格鲁德，并恢复波兰对摩尔达维亚公国的宗主权，甚至将他的弟弟西吉斯蒙德扶上摩尔达维亚大公之位。在1494年的洛伊绍会议上，扬一世、乌拉斯洛二世与勃兰登堡选帝侯约翰·西塞罗会谈商讨了向南远征的计划，以“解放”摩尔达维亚和大公斯特凡三世。 1496年，约翰在波兰艰难地动员了一支80000人的军队，开始向摩尔达维亚进发。但摩尔达维亚的斯特凡三世站在了土耳其一边。他们击退了波兰军队对苏恰瓦的进攻，然后在科日明战役中与土耳其人一起重创了波兰军队，杀死约5000名波兰士兵。
此战役后，扬一世仓皇败退，波兰在摩尔达维亚远征中大败，损失了大量精锐士兵，和数千原为农业生产力的动员兵。此后波兰在数百年里都没能夺回摩尔达维亚。
而且，在远征之后，波兰王国和立陶宛大公国周围形成了一系列针对它们的同盟包围网。在波兰与瓦拉几亚的战斗中，瓦拉几亚公国得到了奥斯曼帝国甚至匈牙利王国的支持。1498年春，鞑靼人从东南方向入侵立陶宛大公国。莫斯科的伊凡三世也试图从东北方向进攻，控制基辅和斯摩棱斯克，他在1500年的维德萨之战中击败了立陶宛军队，之后占领了大量立陶宛领土。另一方面，马克西米利安一世夺取了波兰包括格沃戈夫在内的西里西亚领土，并要求将皇家普鲁士归还与条顿骑士团，条顿骑士团大团长，来自萨克森的弗里德里希•韦廷得到马克西米利安一世的支持，拒绝向波兰国王进贡。然后，1501年的春天，扬一世下令将禁卫军集中在托伦，他本人也去了那里，但患有严重的疾病（很可能是梅毒），并很快去世了。他未能完成对条顿普鲁士的军事远征。

## 去世
扬一世·阿尔布雷赫特于1501年6月17日在托伦去世，他的遗体被安葬在瓦维尔大教堂中，心脏被镶嵌在圣若翰洗者与圣史若望圣殿主教座堂的一根柱子上。他终身未婚，也没有留下任何后代。他的弟弟立陶宛大公亚历山大继承了他的王位。